# Джейкоб Грін
Джейкоб Грін (англ. Jacob Green; 1790—1841) — американський хімік і натураліст. Він був першовідкривачем кількох видів саламандр. Також досліджував скам'янілості.

## Біографія
Його батько — Ешбел Грін, був пресвітеріанським священиком і вченим, президентом Принстонського університету у 1812—1822 роках. Джейкоб Грін викладав хімію, експериментальну філософію та природничу історію в Джефферсонівському медичному коледжі у Філадельфії.